# J. Edward Hungerford
Pour les articles homonymes, voir Hungerford.
James Edward Hungerford, souvent crédité J. Edward Hungerford (né le 25 février 1883 dans le Missouri et mort le 25 avril 1964  à Los Angeles) est un scénariste américain de la période du cinéma muet.

## Biographie
J. Edward Hungerford a écrit les scénarios de près de 80 films entre 1912 et 1921, pour des réalisateurs comme Otis Thayer, Hardee Kirkland, Henry MacRae, Colin Campbell, William Duncan, Lorimer Johnston, Harry A. Pollard, Harry Jackson, Tom Ricketts, Charles M. Seay, Ashley Miller, Sydney Ayres, Frank Cooley, Will Louis, John Steppling, B. Reeves Eason, Tom Santschi, Arthur Maude, William Russell, William C. Dowlan, John S. Robertson, Rollin S. Sturgeon, Albert Russell, Edward Laemmle ou encore William James Craft.

## Filmographie

### Comme scénariste
- 1912 : His Chance to Make Good d'Otis Thayer
- 1912 : Under Suspicion d'Oscar Eagle
- 1912 : Bread Upon the Waters d'Oscar Eagle
- 1912 : The Voice of Warning de Hardee Kirkland
- 1912 : A Man Among Men de Hardee Kirkland
- 1913 : The Clue de Hardee Kirkland
- 1913 : The Lesson d'Oscar Eagle
- 1913 : Nobody's Boy (réalisateur inconnu)
- 1913 : Yankee Doodle Dixie de Henry MacRae
- 1913 : Tommy's Atonement de Hardee Kirkland
- 1913 : A Wise Old Elephant de Colin Campbell
- 1913 : That Mail Order Suit de William Duncan
- 1913 : Love in the Ghetto d'Oscar Eagle
- 1913 : When the Circus Came to Town de Colin Campbell
- 1913 : The Law and the Outlaw de William Duncan
- 1913 : The Broken Vase de Hardee Kirkland
- 1913 : Dorothy's Adoption (réalisateur inconnu)
- 1913 : The Girl and the Greaser de Lorimer Johnston
- 1913 : Granddaddy's Boy de Norval MacGregor
- 1913 : The Girl and the Greaser de Lorimer Johnston
- 1914 : When Father Craved a Smoke (réalisateur inconnu)
- 1914 : Pietro the Pianist de E.A. Martin
- 1914 : On the Breast of the Tide de Colin Campbell
- 1914 : Italian Love de Harry A. Pollard
- 1914 : The Renegade's Vengeance de William Duncan
- 1914 : A Flurry in Hats de Harry A. Pollard
- 1914 : Teaching Father a Lesson de Norval MacGregor
- 1914 : Bombarded de Harry Jackson
- 1914 : A Modern Samson de Preston Kendall
- 1914 : Mein Lieber Katrina Catches a Convict de Tom Ricketts
- 1914 : A Joke on Jane de Harry A. Pollard
- 1914 : An Up-to-Date Courtship de Charles M. Seay
- 1914 : All on Account of a Jug de Tom Ricketts
- 1914 : Nearly a Widow d'Ashley Miller
- 1914 : Susie's New Shoes de Harry A. Pollard
- 1914 : Caught in a Tight Pinch de Harry A. Pollard
- 1914 : His Faith in Humanity (en) de Sydney Ayres
- 1914 : Twins and Trouble de Charles M. Seay
- 1914 : The Loyalty of Jumbo de E.A. Martin
- 1914 : In a Prohibition Town de Charles M. Seay
- 1914 : Seth's Sweetheart de Charles Ransom
- 1914 : In the Open (en) de Sydney Ayres
- 1914 : Jenks and the Janitor de Charles M. Seay
- 1914 : A Millinery Mix-Up de Charles M. Seay
- 1914 : Cupid and a Dress Coat (réalisateur inconnu)
- 1914 : Out of the Darkness de Tom Ricketts
- 1915 : The Terrible Trunk (réalisateur inconnu)
- 1915 : Mrs. Cook's Cooking de Frank Cooley
- 1915 : The Constable's Daughter de Frank Cooley
- 1915 : That Heavenly Cook (réalisateur inconnu)
- 1915 : In the Mansion of Loneliness de Frank Cooley
- 1915 : Her Country Cousin de Charles Ransom
- 1915 : Seen Through the Make-Up de Charles Ransom
- 1915 : When the Fire Bell Rang de Frank Cooley
- 1915 : A Lucky Loser de Will Louis
- 1915 : Nearly a Scandal de Charles Ransom
- 1915 : Up in the Air de Will Louis
- 1915 : Nearly a Prize Fighter (réalisateur inconnu)
- 1915 : Love and Labor de John Steppling
- 1915 : The Spirit of Adventure de B. Reeves Eason
- 1915 : In Leopard Land de Tom Santschi
- 1915 : His Wife's Sweetheart de Will Louis
- 1916 : Revelation de Arthur Maude
- 1916 : The Overcoat de Rae Berger (en)
- 1916 : The Man from Manhattan de Jack Halloway
- 1916 : The Trail of the Thief de Tom Ricketts
- 1916 : Soul Mates de Jack Prescott et William Russell
- 1916 : The Highest Bidl de William Russell
- 1916 : The Private Banker de Tom Santschi
- 1916 : The Strength of Donald McKenzie de Jack Prescott et William Russell
- 1916 : The Man Who Would Not Die de Jack Prescott et William Russell
- 1916 : Charme vainqueur (Youth's Endearing Charm) de William C. Dowlan
- 1916 : The Torch Bearer de Jack Prescott et William Russell
- 1916 : Trouble for Four de John S. Robertson
- 1917 : L'Infernale obsession (The Devil's Assistant) de Harry A. Pollard
- 1917 : Betty and the Buccaneers de Rollin S. Sturgeon
- 1921 : The Driftin' Kid (en) d'Albert Russell
- 1921 : The Trigger Trail d'Edward Laemmle
- 1921 : The Midnight Raiders d'Edward Laemmle
- 1921 : Crossed Clues de William James Craft
- 1921 : Range Rivals d'Edward Laemmle